# ランプ (照明器具)

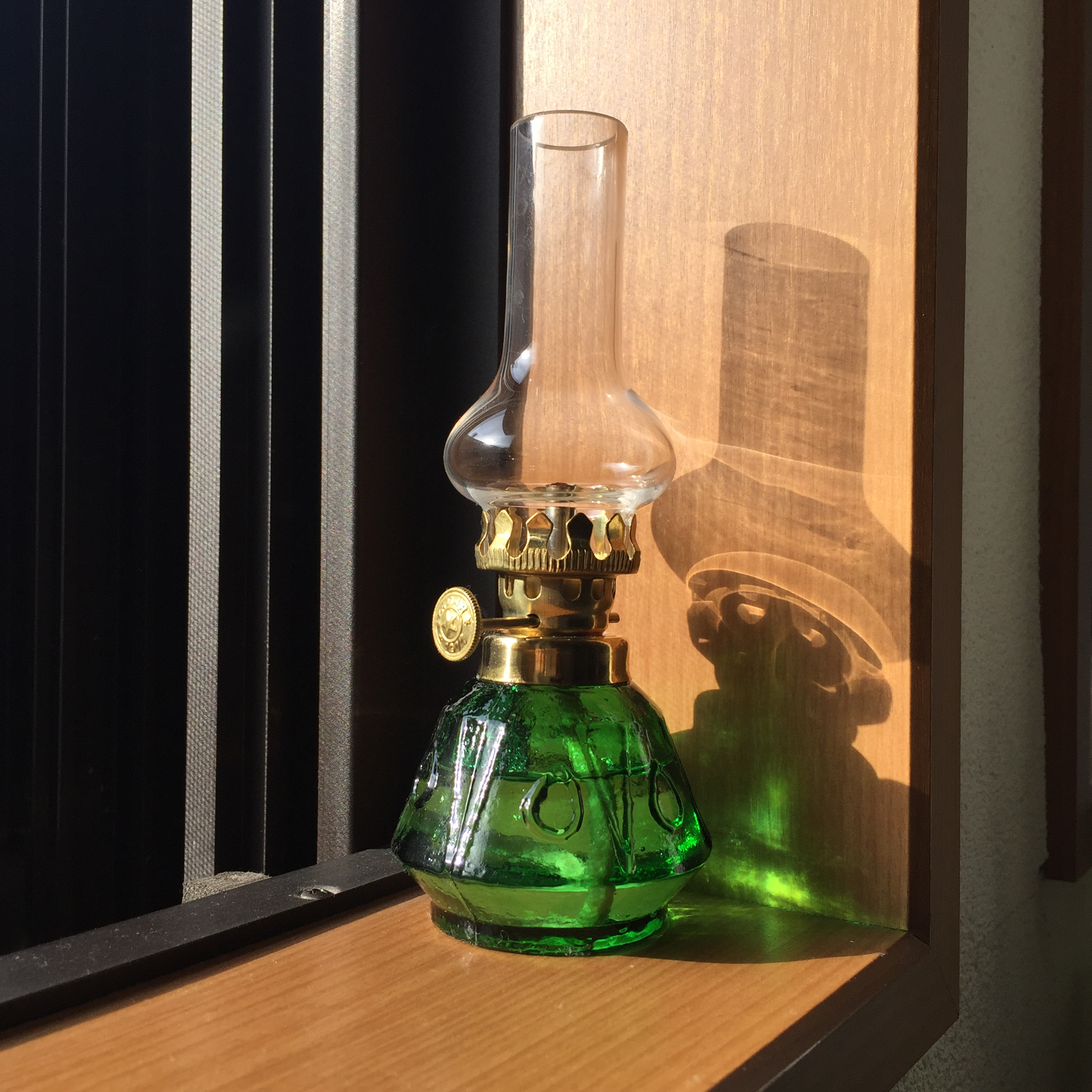
卓上用の石油ランプ。本来の燃料は灯油だったが、現在は安全性にすぐれ煤や臭いも少ない専用の「ランプオイル」も使われる。

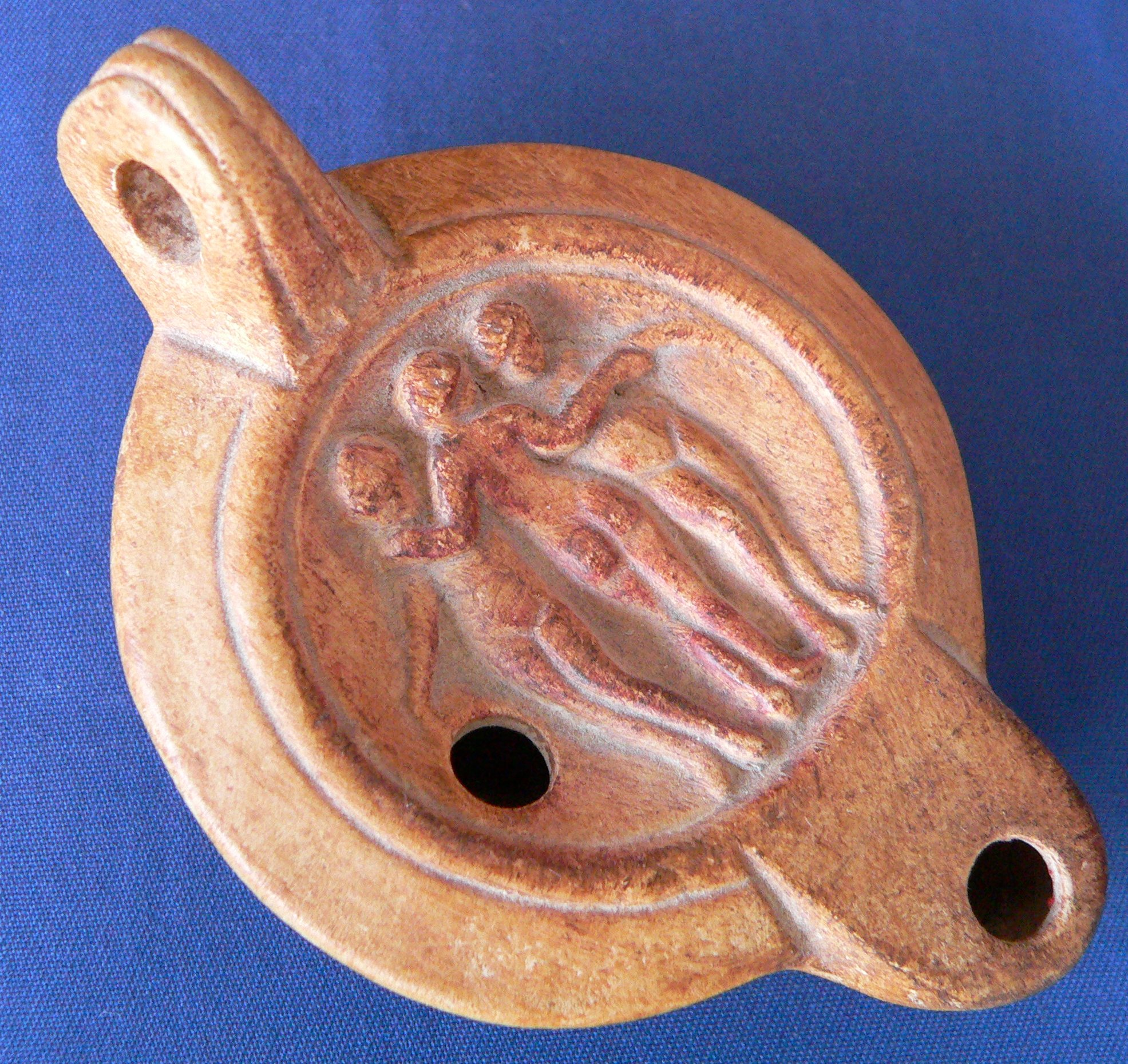
古代地中海世界のオイルランプ（レプリカ）

ランプ（蘭: lamp）は、電気・油脂・ガスによる光源と、笠やホヤなどの保護装置がある照明器具。かつては洋灯（ようとう）と呼ばれた。
英語圏では固定式か床やテーブルに置いて使用するものを指し、携帯式のものはランタン（lantern）と呼ばれる。
液体燃料を用いるものは油（動物油、植物油、近代には主に灯油）、固形燃料、ガス燃料などを燃料とし、燃料に応じて、油灯（オイルランプ、灯油ランプ、石油ランプなど）、アルコールランプ、ガスランプなどと呼ぶ。発光部と燃料タンクが一体化した構造が多い。ガスランプの場合は、圧縮ガスを蓄えるタンク（ボンベ）を接続したものが多いが、外部からガス管で供給する構造のものもある。

## 歴史

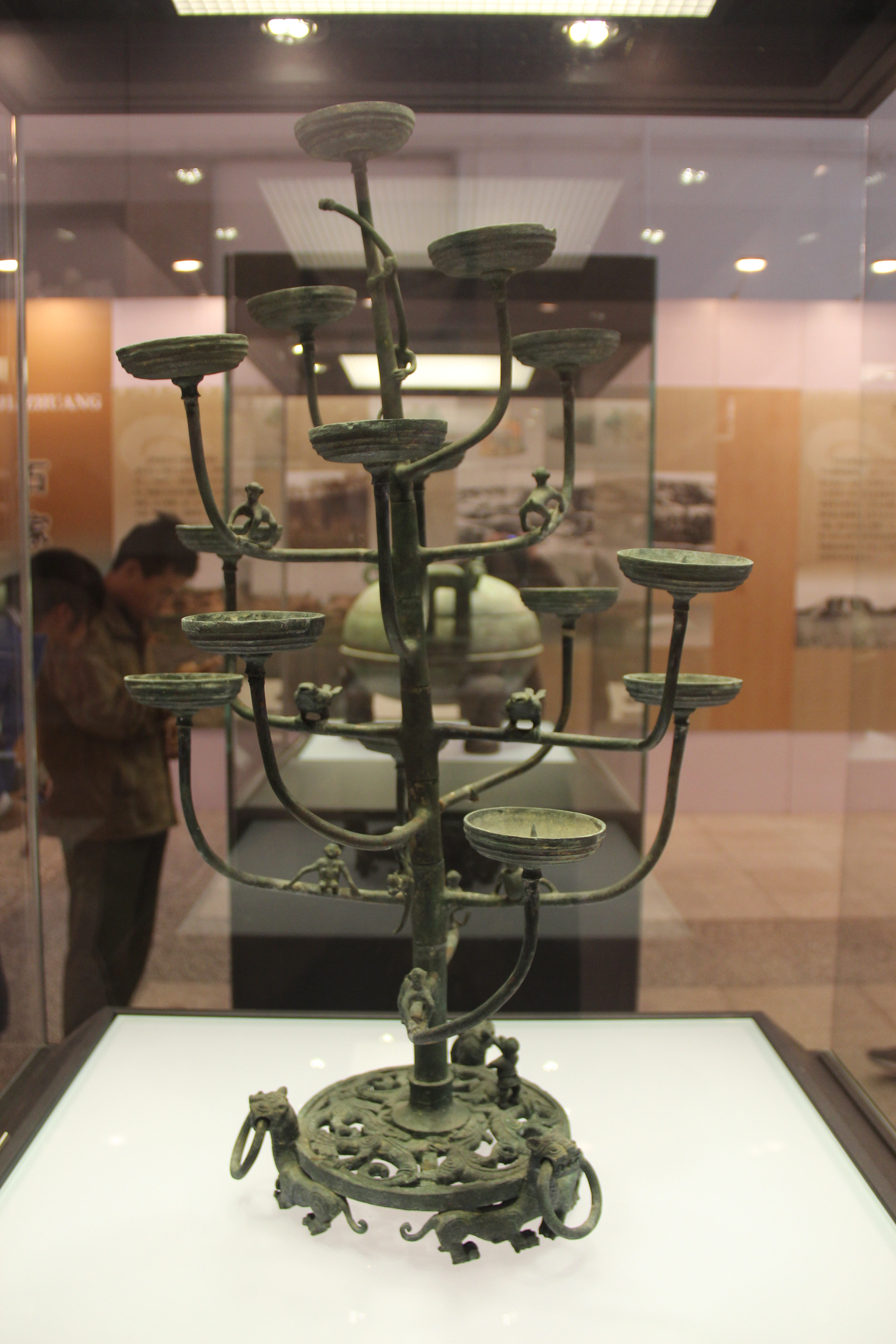
中国の連枝燈

ランプの原形は粘土を焼いた皿に植物油などを注ぎ一本の灯心を載せて火を灯すものだった。千夜一夜物語の有名なアラジンと魔法のランプに登場するものも、油の器に取っ手と口があり、その口から灯心を出して火をつけるものである。
燃料は古代から中世までは魚油、オリーブ油などの植物油が使用されていたが、近代では鯨油なども使われた。幕末にマシュー・ペリーは日本に来航し開国を迫ったが、その目的は、当時、鯨油目当てに日本近海で盛んに操業していた自国捕鯨船の補給拠点を作るためだった。日本では明治になるまで屋内では植物油を燃やす行灯が用いられ、携帯用としてはロウソクを使うちょうちん、がんどうが使われている。石油が採掘されるようになるとランプの燃料は灯油に完全に置き換えられ、電力が普及するまで一般家庭の照明をロウソクと二分していた。

### 石油ランプ
石油を金属製またはガラス製の油壺に入れ、口には口金（くちがね）をつけ、灯芯を差し込み点火し、燃焼部を「火屋（ほや）」（ガラス製の筒）で囲って風で吹き消されるのを防ぐ。灯芯はねじで上下した。すすで汚れた火屋の清掃は手の小さな子供の仕事であった。種類としては吊り下げるものと、据え置くものとがあった。一般にロウソクのほうが高価であるため、ランプは貧しい家庭の照明を担っていた。特殊な用途では、炭鉱や鉱山などで酸素濃度低下や可燃性ガス濃度上昇を検知する簡易検知器として灯油を燃料に用いる小型携帯安全灯（開発者の名を冠して、デービー灯またはウルフ灯とも称されている）が用いられていた。
日本に渡来したのは万延元年（1860年）、林洞海が渡米した友人からもらい、臭水で点火したのが最初であるという。慶応頃からしだいに普及し、その明るさを賞賛され、明治5年（1872年）に皇居で最初の1灯が点火されたのを皮切りに家々で点火され、明治15年（1882年）頃にはランプ亡国論なるものさえ持ち上がった。平芯から円芯、両芯がおこり、空気ランプから白熱マントルランプが現われ、その一方では携帯用のカンテラも派生し、電灯が普及するまでは王者の位にあった。現在でも電気が利用できない奥地の山小屋などでは現役で用いられている。
日本における石油ランプは当初は輸入品ばかりだったが、それをモデルに和製のものも出回るようになり、それについては「座敷ランプ」や「吊りランプ」といった形態が作られ、日本の生活様式に合わせた進化を遂げるようになった。日本で使われた・作られた石油ランプには、芯などの型に様々な種類があった。といっても中空芯（丸芯・巻芯）の西洋式ランプはその中ではかなり明るい方で高級品であり、平芯のものが大部分で、芯の太さに応じて、二分芯・三分芯・五分芯・七分芯・八分芯などの種類があり、芯が太い（数字が大きい）ほど明るかった。和製の石油ランプの中で最も小型のものは「豆ランプ」と呼ばれていたが、やはり和製の石油ランプの中では最も光量が小さかった。一方、平芯二個を並列した両芯ランプというものもあって、これも相当明るく、日本の石油ランプの中で最も明るいものは、当時の人の感覚からして室内が昼間のように明るいと感じたものもあったが、そのようなかなり明るいランプは、商店や工場、あるいは贅沢な家などで使われ、一般家庭では五分芯以下のものが使われることが多かったという。
現在はランプ、ランタンの光源は、電気で発光する電球、放電灯、LEDなどが普及したが、電力の普及していない国や地域では、未だにロウソクを使ったキャンドルランプ、ランタンや燃料式ランプ、ランタンが多用されており、また、アウトドア関連のレジャー用途から電力消失時の非常用または軍用などにおいても根強く使用されている。現在のレジャー用燃料式ランプの主流はより明るさを求められた結果、カートリッジボンベ式のガスランタンや加圧式ホワイトガソリンに移っているが、取り扱いの容易さや燃料価格の安さから灯油ランタンも引き続き使われている。
近年LED方式の懐中電灯やランタンが登場し、これらは全般的に軽量で消費電力が少なく、衝撃にも強く故障が少ない、また明るいという利点を持っており、燃料式ランプのメリットは失われつつある。LED式のもの中には、充電池を併用した太陽電池や手回し発電機を備えていて、乾電池の補充や交換が不要なものもあり、災害時や登山時にも活用されている。

## カンテラ

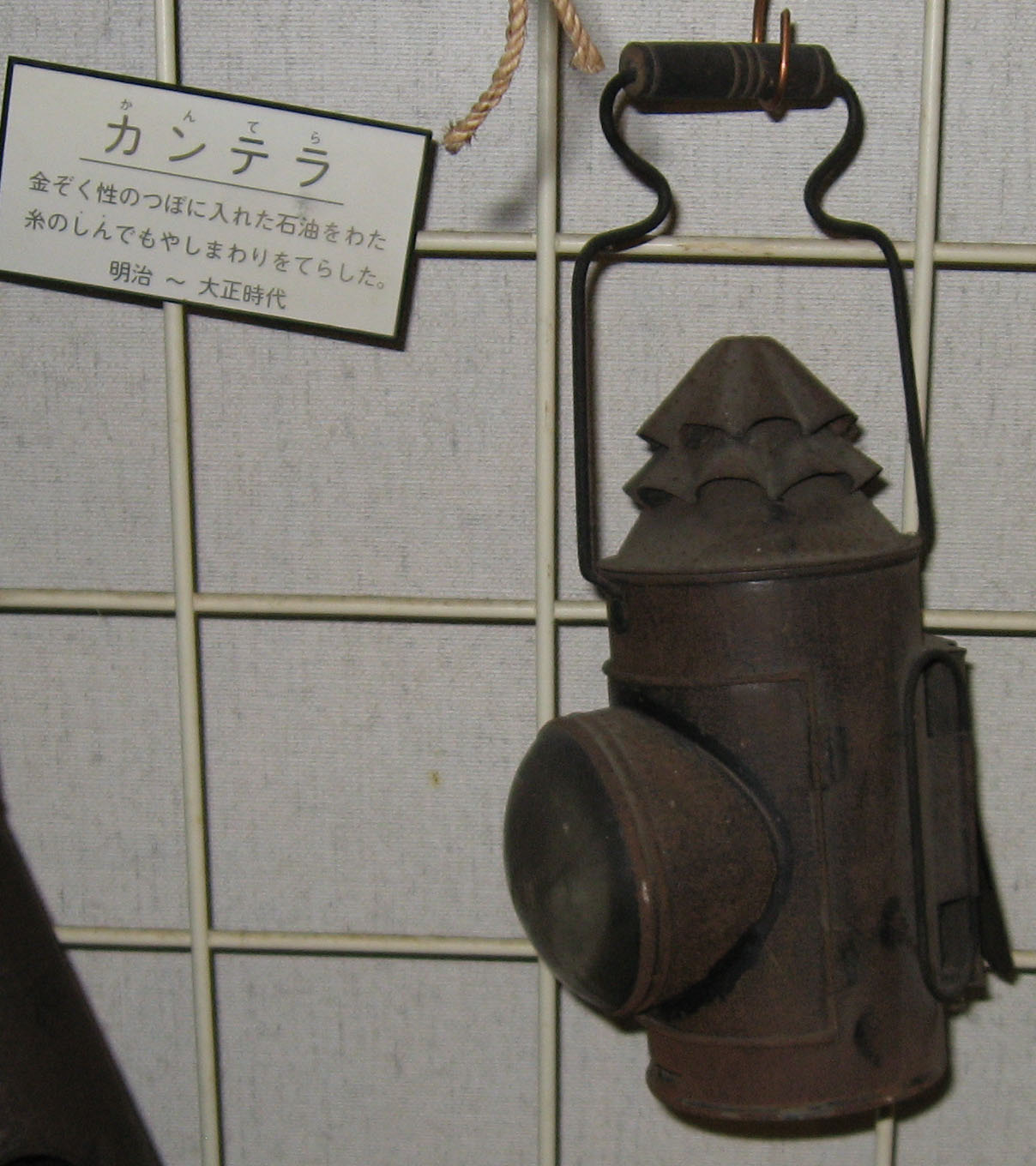
カンテラ（明治～大正時代）

オランダ語の Kandelaar が語源であるが、Kandelaar は英語の「キャンドル」のことで蝋燭や燭台を指し、オランダで石油や電気のランプを Kandelaar と呼ぶことはない。
日本では乾電池式の懐中電灯が普及するまでは労働現場などで一般的に用いられていた携行用のランプをカンテラと呼んでいた。海運や鉄道などの交通・運輸の現場では、夜間の信号機および合図用灯具として、反射鏡と赤色や緑色の着色フィルターを備えた灯油ランプやカーバイト・アセチレンランプが用いられていて「カンテラ」と称されていた。これらは、一般的な携帯用照明の用途とは異なり、夜間や地下などの視界が明瞭でないときに合図旗の代わりの合図灯として使用されるもので、鉄道においては一般的に白（停車位置指示合図や乗降終了合図等）、赤（停止）、緑（進行）の3色切替可能なものを用いる（詳細は合図灯を参照のこと）。現在の携帯用合図灯は乾電池または充電池で白熱豆電球またはLEDを点灯する方式のみであり、油灯やガス灯は用いられていない。
また、鉄道においては降雪時などに分岐器の凍結による不転換（ポイントが切り替わらなくなること）を防止するため、分岐器の可動部分に融雪カンテラと呼ばれる石油ランプ状のものを設置し、火を焚いて氷結を防いでいるが、こちらも一般的なカンテラの用途とは異なるものである。融雪カンテラ自体も近年は「電熱式ポイント融雪器」の普及によってあまり見られなくなっている。
また日本においては鉱山等で使われる灯火もカンテラと称される。これらは灯油などを用いる灯具に限らず、カーバイドから発生させたアセチレンを燃料とするものもあり、メタンガスなどへの引火対策を施した安全灯や電池式の物も含み、頭部に固定するヘッドランプもカンテラと呼ばれることがある。

## ランタン

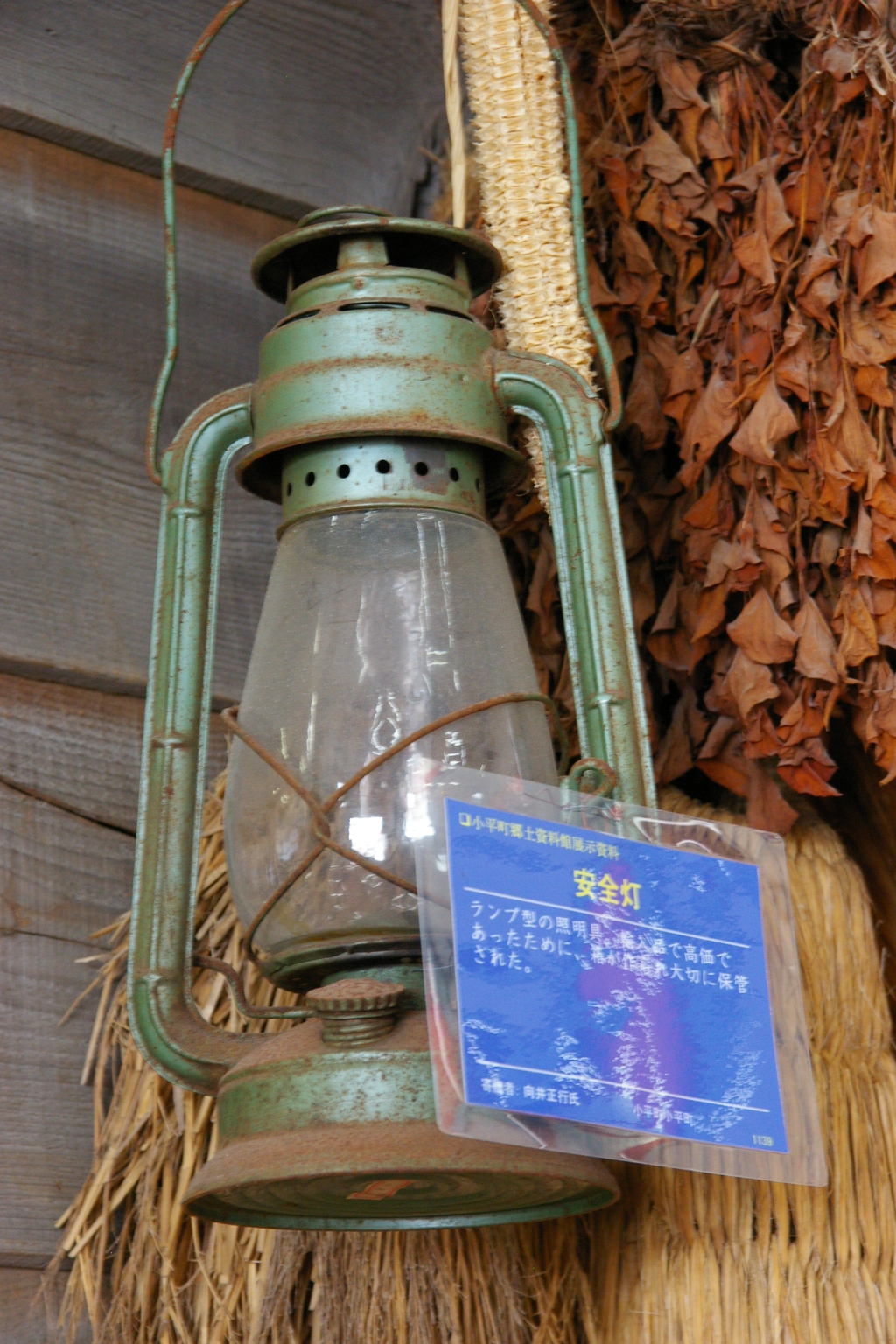
日本で使用されていたハリケーンランタン

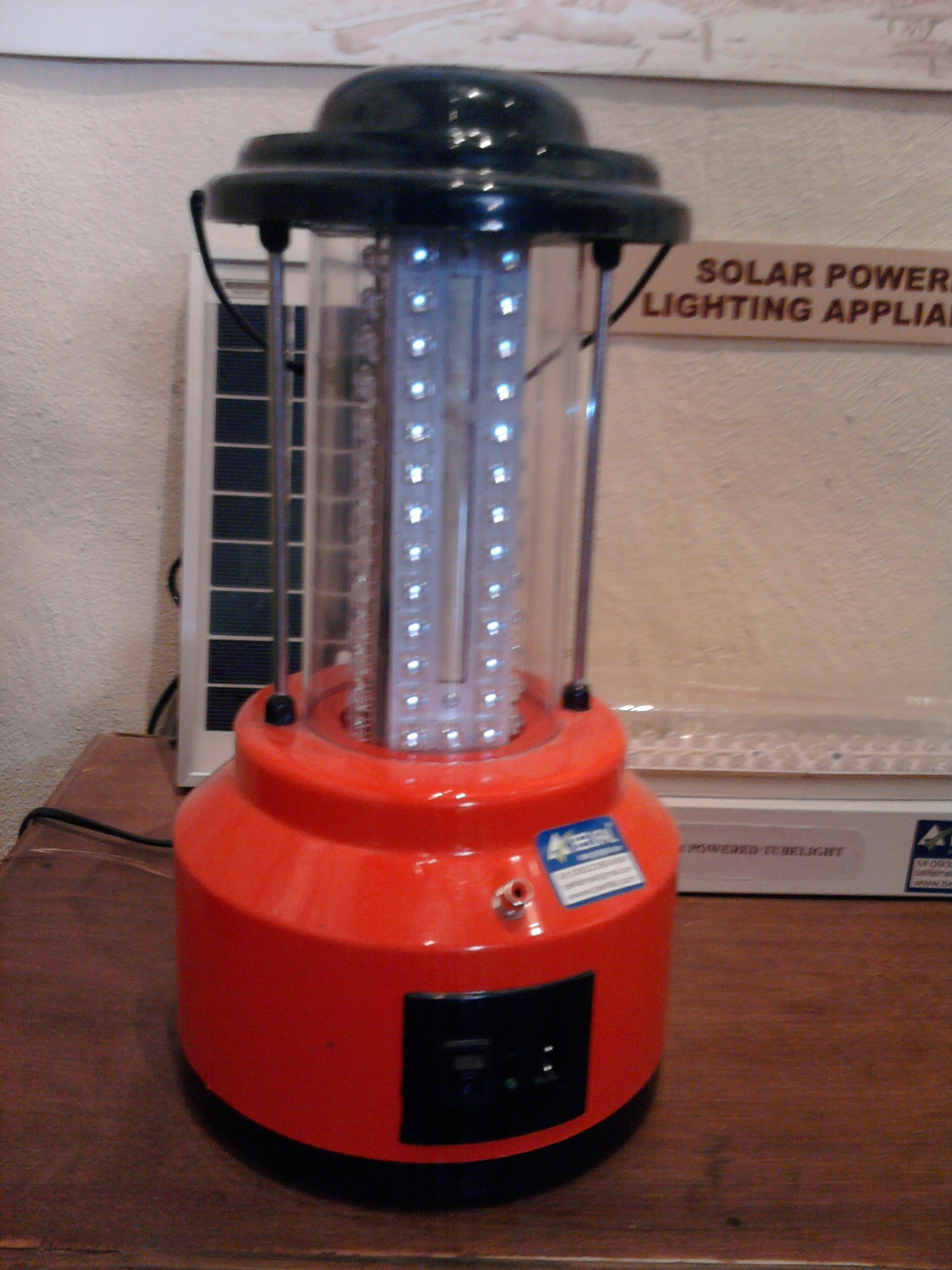
LEDを使用するソーラーランタン

### 概要
英語の Lantern から。オックスフォード英語辞典によると、ランタンは手に提げるか持って運べる「ランプ」であり、ランプの一種である。ランタンとランプは同一語源で、古代ギリシア語でたいまつを意味する、Lamptēr という単語からローマ時代に分かれたものという。東洋の提灯、行灯、天灯なども英語ではランタンである。

### 種類
ガソリンランタン
燃料としてガソリンを使用するもの。
ケロシンランタン
燃料として灯油を使用するもの。
ハリケーンランタン
燃料タンクから左右に2本の支柱で煙突部分につながる構造で、蓋のある煙突を持った荒天下でも使用できることに特徴があるものをハリケーンランタン（またはハリケーンランプ）と呼称し、実用ランプとして普及している。原型は1833年のBruno Nierの特許による。ハリケーンランタンでは2本の支柱は煙突部分から熱せられた空気が上に昇る気流を利用し、空気を下に送ってバーナーを吹き上げるための通路になっており、強風や雨下でも安定した燃焼を行える。煙突の真上にパイプが伸びており、左右の支柱に振り分けるタイプは燃焼後の暖かい空気を直接バーナーに送り込むものでホットブラスト、煙突の横から直接左右の支柱に振り分けるタイプは冷たい空気を混合してバーナーに送り込むものでコールドブラストと呼ぶ。ホットブラストは高温度の空気をバーナーに送るため、精製度の低い灯油も使用できる利点があるが、白灯油を使用する一般的な使い方ではコールドブラストのほうが明るいため、ホットブラストはあまり普及していない。
ガスランタン
アウトドア用のガスランタンは、小型軽量かつ調理用バーナーとボンベが共用できる。ガスランタンが登場する以前は、白灯油やホワイトガソリンを燃料とするものが主流であった。
キャンドルランタン
光源にろうそくを用いたもの。
蛍光灯ランタン
光源に蛍光灯を用いるもの。電源には乾電池などを用いる。
LEDランタン
光源に発光ダイオード (LED) を用いるもの。電源には乾電池、手動発電機、太陽電池で充電池を充電するものなどがある。
光色は白色・暖色があり、そのどちらかもしくは両方の色を発光できる。LEDの低価格化が進んでからのレジャー用・非常用ランタンは、燃料式に代わって乾電池を用いたLEDランタンが広まっている。